# Ichneumon varicolor
Ichneumon varicolor är en stekelart som beskrevs av Schiodte 1839. Ichneumon varicolor ingår i släktet Ichneumon och familjen brokparasitsteklar. Inga underarter finns listade i Catalogue of Life.